# Antikorruptionskampagne in Saudi-Arabien 2017
Im Zuge der Antikorruptionskampagne in Saudi-Arabien 2017, auch als Saudi-Arabische Säuberung bekannt, wurden im November 2017 eine Reihe saudischer Prinzen, Minister, Beamte und prominenter Geschäftsleute festgenommen. Dieser Verhaftungswelle vorausgegangen war eine Verhaftungswelle im September 2017, bei der unter anderem der als gemäßigt geltende Gelehrte Salmān al-ʿAuda festgenommen worden war.

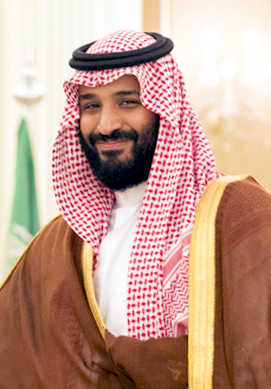
Mohammed bin Salman al-Saud (2017)

## Verlauf
Die Festnahmen erfolgten kurz nachdem der saudische König Salman ibn Abd al-Aziz eine Anti-Korruptionskommission gegründet hatte, die sein Sohn, der neue Kronprinz Mohammed bin Salman, leitet. Ziele der Kommission sind der Schutz öffentlicher Gelder und gegen Personen und Körperschaften vorzugehen, denen Korruption vorgeworfen wird. Diese ließ am 4. November 2017 elf Prinzen, vier Minister, viele ehemalige Minister und Geschäftsleute nach Korruptionsvorwürfen verhaften. Unter den betroffenen Personen befanden sich auch der Chef der Nationalgarde, Mutaib bin Abdullah, der Minister für Wirtschaft und Planung, Adel Fakeih, und Admiral Abdullah Al-Sultan, der Marinekommandant. Auch Prinz Al-Walid ibn Talal, einer der reichsten Araber, und Saleh Abdullah Kamel sowie der ehemalige Finanzminister Ibrahim Al-Assaf und der ehemalige königliche Hofpräsident Chaled al-Tuwaidschri waren unter den Verhafteten. 
Bis 9. November 2017 waren 199 Personen inhaftiert. Den Verhafteten wurde die Veruntreuung von öffentlichen Geldern im Umfang von mindestens 100 Milliarden US-Dollar vorgeworfen. Saudi-arabische Banken froren im Rahmen der Korruptionsbekämpfung der Regierung mehr als 1200 Konten von Einzelpersonen und Unternehmen im Königreich ein. Die Behörden boten den Festgenommenen gegen Überschreibung von Teilen ihrer Vermögenswerte – in einigen Fällen bis zu 70 % – an den Staat Freiheit und Schutz vor zukünftigen Anklagen. Im Zuge dessen wurde am 28. November 2017 Mutaib bin Abdullah gegen Zahlung einer hohen Summe – vermutlich mehr als eine Milliarde US-Dollar – freigelassen. Ihm wurde unter anderem Veruntreuung von Staatsgeldern vorgeworfen. Mit weiteren drei Verhafteten wurde ein Vergleich geschlossen.
Die Kampagne wurde am 24. Januar 2018 offiziell beendet.
Am 29. Januar 2018 gab Generalstaatsanwalt Saud al-Mojeb bekannt, dass die Festgenommenen im Zuge der Kampagne insgesamt 400 Milliarden Ryal (86 Milliarden Euro) in der Form von Bargeld, Wertgegenständen und Sicherheiten in die Staatskassen einbezahlt hätten.

## Folter
Während der Gefangenschaft sollen die Gefangenen Folter ausgesetzt worden sein. So sollen den Gefangenen in der ersten Nacht die Augen zugebunden worden sein. Der Großteil der Gefangenen soll dabei geschlagen worden sein, einige besonders stark. Einige Gefangene sollen außerdem in Stresspositionen an die Wand gebunden worden sein. Die Folter soll mehrere Stunden angedauert haben und nur von Saudis ausgeführt worden sein.

## Internationale Rezeption
Die internationale Rezeption der eingeleiteten Anti-Korruptionsmaßnahmen beinhaltet nicht nur Lob für die Erfolge des Kronprinzen, sondern auch den Vorwurf des von der Korruptionsbekämpfung losgelösten Motivs der Machtkonsolidierung. Insbesondere die Verhaftungen von Turki bin Abdullah, Ahmed bin Abd al-Aziz und Mohammed bin Naif waren von Kritik begleitet.
So wird die Kampagne auch als Säuberung beschrieben und soll mehreren Zwecken dienen. Neben der Beschaffung von Geld soll sie vor allem das internationale Image Mohammed bin Salmans verbessern und dessen Autorität als neuer Kronprinz stärken.

## Personen
Zu den verhafteten Personen zählen nach Meldungen von Reuters und Al Jazeera:
- Prinz al-Walid ibn Talal (الوليد بن طلال), Vorsitzender der Kingdom Holding
- Prinz Mutaib bin Abdullah (متعب بن عبد الله), Minister der Nationalgarde
- Prinz Turki bin Abdullah (تركي بن عبد الله), ehemaliger Gouverneur der Provinz Riad
- Chaled al-Tuwaidschri (خالد التويجري), ehemaliger Chef des Königshofes
- Adel Fakeih (عادل فقيه), Minister für Wirtschaft und Planung
- Ibrahim Abdulaziz Al-Assaf (إبراهيم العساف), ehemaliger Finanzminister
- Abdullah Al-Sultan (عبد الله السلطان), Kommandant der Marine
- Bakr bin Laden (بكر بن لادن), Vorsitzender der  saudischen Binladin Group, das größte Bauunternehmen des Königreichs, und älterer Halbbruder des 2011 getöteten al-Qaida-Chefs Osama bin Laden
- Mohammad al-Tobaischi (محمد الطبيشي), ehemaliger Protokollchef des Königlichen Hofes
- Amr al-Dabbagh (عمرو الدباغ), ehemaliger Gouverneur der Allgemeinen Behörde für Investitionen
- Waleed bin Ibrahim Al Ibrahim (وليد آل إبراهيم), Besitzer des Television-Netzwerks MBC
- Chalid Abdullah Almolhem (خالد الملحم), ehemaliger General Manager von Saudi Arabian Airlines
- Saud ad-Dawisch (سعود الدويش), ehemaliger CEO von STC (Saudi Telecom)
- Prinz Turki bin Nasser Al Saud (تركي بن ناصر),  Ehemaliger Leiter der Präsidentschaft für Meteorologie und des Umweltschutzes
- Prinz Fahd bin Abdullah bin Mohammed Al Saud (فهد بن عبد الله بن محمد آل سعود), ehemaliger stellvertretender Verteidigungsminister
- Saleh Kamel (صالح كامل), Geschäftsmann
- Mohammed Hussein Al Amoudi (محمد العمودي), Geschäftsmann

Im Rahmen der Verhaftungen kamen unter anderem zwei Prinzen des saudi-arabischen Königshauses ums Leben:
- Abdulaziz bin Fahd Al Saud
- Mansur bin Muqrin Al Saud

Diese starben auf der Flucht durch einen Helikopterabsturz nahe der jemenitischen Grenze. Die Unfallursache ist unbekannt. Abdulaziz bin Fahd war ein Sohn König Fahds und Mansur bin Muqrin ein Sohn des zuvor entmachteten ehemaligen Kronprinzen Muqrin.